# Marokkó az 1976. évi nyári olimpiai játékokon
Marokkó a kanadai Montréalban megrendezett 1976. évi nyári olimpiai játékok egyik részt vevő nemzete volt. Az országot az olimpián 2 sportágban 9 sportoló képviselte, akik érmet nem szereztek.
Marokkó a 4. naptól csatlakozott az afrikai országok bojkottjához, és nem vett részt a további versenyeken.

## Atlétika
Férfi
| Versenyző       | Versenyszám | Előfutam         | Előfutam         | Előfutam         | Elődöntő | Elődöntő | Elődöntő | Döntő   | Döntő    |
| Versenyző       | Versenyszám | Idő              | Hely.            | Össz.            | Idő      | Hely.    | Össz.    | Idő     | Helyezés |
| --------------- | ----------- | ---------------- | ---------------- | ---------------- | -------- | -------- | -------- | ------- | -------- |
| Mohamed Makdouf | 1500 m      | nem állt rajthoz | nem állt rajthoz | nem állt rajthoz | kiesett  | kiesett  | kiesett  | kiesett | kiesett  |

## Birkózás
Kötöttfogású
| Versenyző       | Versenyszám | 1. forduló                      | 2. forduló                               | 3. forduló        | 4. forduló        | 5. forduló        | 6. forduló        | 7. forduló        | Döntő             | Helyezés    |
| Versenyző       | Versenyszám | Ellenfél Eredmény               | Ellenfél Eredmény                        | Ellenfél Eredmény | Ellenfél Eredmény | Ellenfél Eredmény | Ellenfél Eredmény | Ellenfél Eredmény | Ellenfél Eredmény | Helyezés    |
| --------------- | ----------- | ------------------------------- | ---------------------------------------- | ----------------- | ----------------- | ----------------- | ----------------- | ----------------- | ----------------- | ----------- |
| Mohamed Karmous | 52 kg       | Leonel Duarte (POR) · kizárták  | Hirajama Kóicsiró (JPN) · visszalépett   | kiesett           | kiesett           | kiesett           |                   |                   | kiesett           | helyezetlen |
| Ali Lachkar     | 57 kg       | Luís Grilo (POR) · kizárták     | visszalépett                             | kiesett           | kiesett           | kiesett           |                   |                   | kiesett           | helyezetlen |
| Mohamed Bahamou | 68 kg       | Patrick Marcy (USA) · kétvállas | visszalépett                             | kiesett           | kiesett           | kiesett           | kiesett           |                   | kiesett           | helyezetlen |
| Brahim Toughza  | 74 kg       | Hans Kiss (AUT) · kizárták      | Jamszjing Davaazsan (MGL) · visszalépett | kiesett           | kiesett           | kiesett           |                   |                   | kiesett           | helyezetlen |

## Cselgáncs
| Versenyző          | Versenyszám  | Csoport | Selejtező         | 32-es főtábla                                 | Nyolcaddöntő      | Negyeddöntő       | Elődöntő          | Vigaszág negyeddöntő | Vigaszág elődöntő | Bronz- mérkőzés   | Döntő             | Helyezés    |
| Versenyző          | Versenyszám  | Csoport | Ellenfél Eredmény | Ellenfél Eredmény                             | Ellenfél Eredmény | Ellenfél Eredmény | Ellenfél Eredmény | Ellenfél Eredmény    | Ellenfél Eredmény | Ellenfél Eredmény | Ellenfél Eredmény | Helyezés    |
| ------------------ | ------------ | ------- | ----------------- | --------------------------------------------- | ----------------- | ----------------- | ----------------- | -------------------- | ----------------- | ----------------- | ----------------- | ----------- |
| Mustapha Belahmira | Könnyűsúly   | B       |                   | José Gomes (POR) · nem vett részt             | kiesett           | kiesett           | kiesett           |                      |                   |                   |                   | helyezetlen |
| El Arabi El Jamali | Középsúly    | B       |                   | Jean-Paul Coche (FRA) · nem vett részt        | kiesett           | kiesett           | kiesett           |                      |                   |                   |                   | helyezetlen |
| Mohamed Zouagh     | Félnehézsúly | A       | erőnyerő          | David Starbrook (GBR) · nem vett részt        | kiesett           | kiesett           | kiesett           |                      |                   |                   |                   | helyezetlen |
| Mohamed Zouagh     | Középsúly    | B       |                   | Cso Dzsegi (Jo Jae-gi) (KOR) · nem vett részt | kiesett           | kiesett           | kiesett           |                      |                   |                   |                   | helyezetlen |

## Ökölvívás
| Versenyző          | Versenyszám  | Selejtező                  | 32-es főtábla                                | Nyolcaddöntő      | Negyeddöntő       | Elődöntő          | Döntő             | Helyezés    |
| Versenyző          | Versenyszám  | Ellenfél Eredmény          | Ellenfél Eredmény                            | Ellenfél Eredmény | Ellenfél Eredmény | Ellenfél Eredmény | Ellenfél Eredmény | Helyezés    |
| ------------------ | ------------ | -------------------------- | -------------------------------------------- | ----------------- | ----------------- | ----------------- | ----------------- | ----------- |
| Abderrahim Najm    | Papírsúly    |                            | Pak Cshanhi (Park Chan-Hui) (KOR) · kizárták | kiesett           | kiesett           | kiesett           | kiesett           | 17.         |
| Mbarek Zarrougui   | Légsúly      | erőnyerő                   | Vicente Rodríguez (ESP) · RSC                | kiesett           | kiesett           | kiesett           | kiesett           | 16.         |
| Mohamed Rais       | Harmatsúly   | Charles Mooney (USA) · 0-5 | kiesett                                      | kiesett           | kiesett           | kiesett           | kiesett           | 25.         |
| Abderrahim Souihi  | Könnyűsúly   | erőnyerő                   | Kwami Ayigan (TOG) · nem vettek részt        | kiesett           | kiesett           | kiesett           | kiesett           | helyezetlen |
| Mohamed Saoud      | Középsúly    |                            | David Odwell (GBR) · 0-5                     | kiesett           | kiesett           | kiesett           | kiesett           | 14.         |
| Abdel Latif Fatihi | Félnehézsúly |                            | Leon Spinks (USA) · KO                       | kiesett           | kiesett           | kiesett           | kiesett           | 14.         |